# Minnesota Vikings 1974
La stagione NFL 1974 fu la 14ª per i Minnesota Vikings nella Lega.

## Scelte nel Draft 1974
| Draft NFL 1974   |                  |                  |                                                                |                                                                |                                                                |                                                                |                                                                |
| Ordine del Draft | Ordine del Draft | Ordine del Draft | Giocatore                                                      | Ruolo                                                          | College                                                        | Note                                                           |                                                                |
| Giro             | Scelta           | Generale         | Giocatore                                                      | Ruolo                                                          | College                                                        | Note                                                           |                                                                |
| 1                | 17               | 17               | Fred McNeill                                                   | Linebacker                                                     | UCLA                                                           | dai Falcons[a]                                                 |                                                                |
| 1                | 25               | 25               | Steve Riley                                                    | Defensive tackle                                               | USC                                                            |                                                                |                                                                |
| 2                | 3                | 29               | John Holland                                                   | Wide receiver                                                  | Tennessee State                                                | dai Chargers[b]                                                |                                                                |
| 2                | 25               | 51               | Matt Blair                                                     | Linebacker                                                     | Iowa State                                                     |                                                                |                                                                |
| 3                | 12               | 64               | Steve Craig                                                    | Tight end                                                      | Northwestern                                                   | dai Packers via Chargers[b]                                    |                                                                |
| 3                | 25               | 77               | Scott Anderson                                                 | Centro                                                         | Missouri                                                       |                                                                |                                                                |
| 4                | 8                | 86               | Mike Townsend                                                  | Defensive back                                                 | Notre Dame                                                     | dai Saints[c]                                                  |                                                                |
| 4                | 25               | 103              | Scambiata con i Cincinnati Bengals[d]                          | Scambiata con i Cincinnati Bengals[d]                          | Scambiata con i Cincinnati Bengals[d]                          |                                                                |                                                                |
| 5                | 16               | 120              | Jim Ferguson                                                   | Defensive back                                                 | Stanford                                                       | dai Broncos[e]                                                 |                                                                |
| 5                | 24               | 128              | Scambiata con i Philadelphia Eagles[h]                         | Scambiata con i Philadelphia Eagles[h]                         | Scambiata con i Philadelphia Eagles[h]                         | dai Rams[g]                                                    |                                                                |
| 5                | 25               | 129              | Scambiata con i Baltimore Colts[h]                             | Scambiata con i Baltimore Colts[h]                             | Scambiata con i Baltimore Colts[h]                             |                                                                |                                                                |
| 6                | 25               | 155              | Mark Kellar                                                    | Running back                                                   | Northern Illinois                                              |                                                                |                                                                |
| 7                | 25               | 181              | Fred Tabron                                                    | Running back                                                   | Southwest Missouri State                                       |                                                                |                                                                |
| 8                | 25               | 207              | Berl Simmons                                                   | Kicker                                                         | Texas Christian                                                |                                                                |                                                                |
| 9                | 24               | 232              | Sam McCullum                                                   | Wide receiver                                                  | Montana State                                                  |                                                                |                                                                |
| 10               | 25               | 259              | Barry Reed                                                     | Running back                                                   | Peru State                                                     |                                                                |                                                                |
| 11               | 25               | 285              | Dave Boone                                                     | Defensive end                                                  | Eastern Michigan                                               |                                                                |                                                                |
| 12               | 25               | 311              | Randy Polti                                                    | Defensive back                                                 | Stanford                                                       |                                                                |                                                                |
| 13               | 25               | 337              | Gary Keller                                                    | Defensive tackle                                               | Utah                                                           |                                                                |                                                                |
| 14               | 25               | 363              | Alan Dixon                                                     | Running back                                                   | Harding                                                        |                                                                |                                                                |
| 15               | 25               | 389              | Kurt Wachtler                                                  | Defensive tackle                                               | St. John's                                                     |                                                                |                                                                |
| 16               | 25               | 415              | John Gobel                                                     | Running back                                                   | St. Thomas                                                     |                                                                |                                                                |
| 17               | 25               | 441              | Earl Garrett                                                   | Defensive back                                                 | Boston State                                                   |                                                                |                                                                |
| Legenda          | Legenda          | Legenda          | Ha partecipato ad almeno un Pro Bowl in carriera Hall of Famer | Ha partecipato ad almeno un Pro Bowl in carriera Hall of Famer | Ha partecipato ad almeno un Pro Bowl in carriera Hall of Famer | Ha partecipato ad almeno un Pro Bowl in carriera Hall of Famer | Ha partecipato ad almeno un Pro Bowl in carriera Hall of Famer |

Note:
- [a] I Falcons scambiarono la loro scelta nel 1º giro (17ª assoluta) ed il QB Bob Berry con i Vikings in cambio del QB Bob Lee e del LB Lonnie Warwick.
- [b] I Chargers scambiarono la loro scelta nel 2º giro (29ª assoluta) ed una loro scelta nel 3º giro (64ª assoluta) con i Vikings in cambio del LB Carl Gersbach e del RB Clinton Jones.
- [c] I Saints scambiarono la loro scelta nel 4º giro (86ª assoluta) ed una scelta al 6º giro (139ª assoluta) al Draft NFL 1973 con i Vikings in cambio del TE Bob Brown.
- [d] I Vikings scambiarono la loro scelta nel 4º giro (103ª assoluta) con i Bengals in cambio dell'OG Steve Lawson.
- [e] I Broncos scambiarono la loro scelta nel 5º giro (120ª assoluta) ed il WR Rod Sherman con i Vikings in cambio del WR Gene Washington.
- [f] I Vikings scambiarono la loro scelta nel 5º giro (129ª assoluta) con i Colts in cambio del DB Charlie Stukes, il 23 luglio 1973.
- [g] I Rams scambiarono la loro scelta nel 5º giro (128ª assoluta) con i Vikings in cambio del DB Charlie Stukes, il 28 agosto 1973.
- [h] I Vikings scambiarono la loro scelta nel 5º giro (128ª assoluta) con gli Eagles in cambio del LB Ron Porter.

## Partite

### Stagione regolare
| Calendario | | | | | | | |
| Settimana  | Data                                                                                               | Ora (CDT)                                                                                          | Avversario                                                                                         | Risultato                                                                                          | Stadio                                                                                             | Spettatori                                                                                         | Record                                                                                             |
| 1          | 15 settembre                                                                                       | 1:00 p.m.                                                                                          | Green Bay Packers                                                                                  | V 32-17                                                                                            | Lambeau Field                                                                                      | 56.267                                                                                             | 1-0                                                                                                |
| 2          | 22 settembre                                                                                       | 12:00 p.m.                                                                                         | Detroit Lions                                                                                      | V 7-6                                                                                              | Tiger Stadium                                                                                      | 49.703                                                                                             | 2-0                                                                                                |
| 3          | 29 settembre                                                                                       | 1:00 p.m.                                                                                          | Chicago Bears                                                                                      | V 11-7                                                                                             | Metropolitan Stadium                                                                               | 46.217                                                                                             | 3-0                                                                                                |
| 4          | 6 ottobre                                                                                          | 3:00 p.m.                                                                                          | Dallas Cowboys                                                                                     | V 23-21                                                                                            | Texas Stadium                                                                                      | 57.847                                                                                             | 4-0                                                                                                |
| 5          | 13 ottobre                                                                                         | 1:00 p.m.                                                                                          | Houston Oilers                                                                                     | V 51-10                                                                                            | Metropolitan Stadium                                                                               | 48.006                                                                                             | 5-0                                                                                                |
| 6          | 20 ottobre                                                                                         | 1:00 p.m.                                                                                          | Detroit Lions                                                                                      | P 16-20                                                                                            | Metropolitan Stadium                                                                               | 47.807                                                                                             | 5-1                                                                                                |
| 7          | 27 ottobre                                                                                         | 1:00 p.m.                                                                                          | New England Patriots                                                                               | P 14-17                                                                                            | Metropolitan Stadium                                                                               | 48.177                                                                                             | 5-2                                                                                                |
| 8          | 3 novembre                                                                                         | 1:00 p.m.                                                                                          | Chicago Bears                                                                                      | V 17-0                                                                                             | Soldier Field                                                                                      | 33.343                                                                                             | 6-2                                                                                                |
| 9          | 11 novembre                                                                                        | 8:00 p.m.                                                                                          | St. Louis Cardinals                                                                                | V 28-24                                                                                            | Busch Memorial Stadium                                                                             | 50.183                                                                                             | 7-2                                                                                                |
| 10         | 17 novembre                                                                                        | 1:00 p.m.                                                                                          | Green Bay Packers                                                                                  | P 7-19                                                                                             | Metropolitan Stadium                                                                               | 47.924                                                                                             | 7-3                                                                                                |
| 11         | 24 novembre                                                                                        | 3:00 p.m.                                                                                          | Los Angeles Rams                                                                                   | P 17-20                                                                                            | Los Angeles Memorial Coliseum                                                                      | 90.266                                                                                             | 7-4                                                                                                |
| 12         | 1º dicembre                                                                                        | 1:00 p.m.                                                                                          | New Orleans Saints                                                                                 | V 29-9                                                                                             | Metropolitan Stadium                                                                               | 44.202                                                                                             | 8-4                                                                                                |
| 13         | 7 dicembre                                                                                         | 12:00 p.m.                                                                                         | Atlanta Falcons                                                                                    | V 23-10                                                                                            | Metropolitan Stadium                                                                               | 47.105                                                                                             | 9-4                                                                                                |
| 14         | 14 dicembre                                                                                        | 2:45 p.m.                                                                                          | Kansas City Chiefs                                                                                 | V 35-15                                                                                            | Arrowhead Stadium                                                                                  | 35.480                                                                                             | 10-4                                                                                               |
| Note       | Gli avversari della propria division sono in grassetto. Gli incontri in trasferta sono in corsivo. | Gli avversari della propria division sono in grassetto. Gli incontri in trasferta sono in corsivo. | Gli avversari della propria division sono in grassetto. Gli incontri in trasferta sono in corsivo. | Gli avversari della propria division sono in grassetto. Gli incontri in trasferta sono in corsivo. | Gli avversari della propria division sono in grassetto. Gli incontri in trasferta sono in corsivo. | Gli avversari della propria division sono in grassetto. Gli incontri in trasferta sono in corsivo. | Gli avversari della propria division sono in grassetto. Gli incontri in trasferta sono in corsivo. |

### Playoff
| Settimana          | Data        | Ora (CDT)  | Avversario          | Risultato | Stadio               | Spettatori | Record |
| ------------------ | ----------- | ---------- | ------------------- | --------- | -------------------- | ---------- | ------ |
| Divisional Playoff | 21 dicembre | 12:00 p.m. | St. Louis Cardinals | V 30-14   | Metropolitan Stadium | 48.150     | 1-0    |
| NFC Championship   | 29 dicembre | 12:00 p.m. | Los Angeles Rams    | V 14-10   | Metropolitan Stadium | 48.444     | 2-0    |
| Super Bowl IX      | 12 gennaio  | 2:00 p.m.  | Pittsburgh Steelers | P 16-6    | Tulane Stadium       | 80.997     | 2-1    |

#### Super Bowl
| Super Bowl IX |        |         |           |         |        |                                                                                           |           |           |
| Quarto        | Tempo  | Squadra | Drive     | Drive   | Drive  | Info sulla marcatura                                                                      | Punteggio | Punteggio |
| Quarto        | Tempo  | Squadra | Lunghezza | Giocate | Durata | Info sulla marcatura                                                                      | PIT       | MIN       |
| 2             | 7'49"  | PIT     |           |         |        | Safety: Dwight White tackle in end zone su Fran Tarkenton                                 | 2         | 0         |
| 3             | 1'35"  | PIT     | 30        | 4       | 1'24"  | TD: Franco Harris corsa da 9-yard (Roy Gerela punto addizionale)                          | 9         | 0         |
| 4             | 4'27"  | MIN     |           |         |        | TD: Terry Brown punt bloccato recuperato in end zone (Fred Cox punto addizionale fallito) | 9         | 6         |
| 4             | 11'29" | PIT     | 66        | 11      | 6'47"  | TD: Larry Brown passaggio da 4-yard da Terry Bradshaw (Roy Gerela punto addizionale)      | 16        | 6         |

## Classifiche

### Division
| Classifica della NFL Central Division 1974 | Classifica della NFL Central Division 1974 | Classifica della NFL Central Division 1974 | Classifica della NFL Central Division 1974 | Classifica della NFL Central Division 1974 | Classifica della NFL Central Division 1974 | Classifica della NFL Central Division 1974 | Classifica della NFL Central Division 1974 | Classifica della NFL Central Division 1974 | Classifica della NFL Central Division 1974 | Classifica della NFL Central Division 1974 | Classifica della NFL Central Division 1974 | Classifica della NFL Central Division 1974 | Classifica della NFL Central Division 1974 | Classifica della NFL Central Division 1974 | Classifica della NFL Central Division 1974 | Classifica della NFL Central Division 1974 | Classifica della NFL Central Division 1974 |
|                                            | V                                          | P                                          | N                                          | PCT                                        | DIV                                        | DIV PCT                                    | CONF                                       | CONF PCT                                   | NON CONF                                   | C                                          | T                                          | PR                                         | PS                                         | DP                                         | TD                                         | STR                                        | PO                                         |
| ------------------------------------------ | ------------------------------------------ | ------------------------------------------ | ------------------------------------------ | ------------------------------------------ | ------------------------------------------ | ------------------------------------------ | ------------------------------------------ | ------------------------------------------ | ------------------------------------------ | ------------------------------------------ | ------------------------------------------ | ------------------------------------------ | ------------------------------------------ | ------------------------------------------ | ------------------------------------------ | ------------------------------------------ | ------------------------------------------ |
| Minnesota Vikings                          | 10                                         | 4                                          | 0                                          | 71,4%                                      | 4-2                                        | 66,7%                                      | 8-3                                        | 72,7%                                      | 2-1                                        | 4-3                                        | 6-1                                        | 310                                        | 195                                        | 115                                        | 40                                         | V-3                                        | Div                                        |
| Detroit Lions                              | 7                                          | 7                                          | 0                                          | 50,0%                                      | 3-3                                        | 50,0%                                      | 6-5                                        | 54,5%                                      | 1-2                                        | 5-2                                        | 2-5                                        | 256                                        | 270                                        | -14                                        | 27                                         | P-1                                        |                                            |
| Green Bay Packers                          | 6                                          | 8                                          | 0                                          | 42,9%                                      | 3-3                                        | 50,0%                                      | 4-7                                        | 36,4%                                      | 2-1                                        | 4-3                                        | 2-5                                        | 210                                        | 206                                        | 4                                          | 19                                         | P-3                                        |                                            |
| Chicago Bears                              | 4                                          | 10                                         | 0                                          | 28,6%                                      | 2-4                                        | 33,3%                                      | 4-7                                        | 36,4%                                      | 0-3                                        | 4-3                                        | 0-7                                        | 152                                        | 279                                        | -127                                       | 18                                         | P-2                                        |                                            |